# Glatigny, Moselle
Glatigny là một xã trong vùng Grand Est, thuộc tỉnh Moselle, quận Metz-Campagne, tổng Vigy. Tọa độ địa lý của xã là 49° 08' vĩ độ bắc, 06° 20' kinh độ đông. Glatigny có điểm thấp nhất là 215 mét và điểm cao nhất là 298 mét. Xã có diện tích 6,23 km², dân số vào thời điểm 1999 là 253 người; mật độ dân số là 40 người/km².

## Thông tin nhân khẩu
| 1962 | 1968 | 1975 | 1982 | 1990 | 1999 |
| ---- | ---- | ---- | ---- | ---- | ---- |
| 85   | 89   | 94   | 195  | 220  | 253  |